# Lutter Nándor
Lutter Nándor Ferdinánd (Bér, 1820. szeptember 3. – Budapest, 1891. december 30.) pedagógus, matematikus, bölcseleti doktor, piarista áldozópap és fővárosi tankerületi főigazgató, a Magyar Tudományos Akadémia levelező tagja (1859).

## Élete
A Nógrád vármegyei Béren született, ahol apja Lutter János Eszterházy herceg erdésze volt. Szülei két év múlva Lökre (Bars vármegye) költöztek és fiuk itt nyerte elemi oktatását. Léván elvégezte a hat gimnáziumi osztályt, 1836. szeptember 14-én felvették a kegyestanítórendbe. Az 1836–1837. iskolai évet Privigyén az újoncnevelő intézetben töltötte. 1837–38-ban elemi tanító volt ugyanott, 1838–40-ig gimnáziumi tanár Podolinban, ahol egyszersmind a szépirodalommal is megismerkedett és Horatius ódáit is könyv nélkül tudta. Ezután bölcseleti tanulmányainak bevégzésére Vácra ment, szorgalmát megosztva a matézis, a történelem, esztétika és irodalmi tanulmányok között. Innét Nyitrára ment, ahol a teológiát két évig hallgatta. 1844-ben Szentgyörgyre távozott; de az iskolai év második felében a pesti felsőbb elemi iskola III. osztályának tanítója lett és szeptember 20-án áldozópappá avatták fel Esztergomban.
Harmadfélévig működött a felsőbb elemi osztályokban, amikor 1847-ben az első nyelvtani osztályt bízták rá Budán, ahol 1848. november 3-án gimnáziumi tanár lett; a számtant és mértant adta elő. 1849-ben a királyii ideiglenes polgári közigazgatóság tudomást szerzett arról, hogy Lutter a márciusi napok után több társával együtt a fővárosi nemzetőrségbe lépett és a tábori tüzérségi szolgálatot tanulta és mint nemzetőri tüzér szolgálta hazáját, amikor a szerencsétlen temesvári csata és a világosi katasztrófa után Budára visszatért, a tanítástól eltiltatott.
1849-től 1852-ig Szmrecsányi János Antal és István fiainál volt nevelő, majd 1852-től 1858-ig gimnáziumi tanár Selmecen, 1858-61-ben főgimnáziumi igazgató Pesten, 1861. március 3-tól október 18-ig helyettes igazgató a budai főgimnáziumban; október 18-tól ugyanott rendes igazgató. 1859. december 16-án a Magyar Tudományos Akadémia megválasztotta levelező tagjának. A rend 1864-ben kormánytanácsossá, 1868-ban pedig kormánysegéddé választotta. Mint az Országos Közoktatási Tanács állandó tagja részt vett a közoktatás újjászervezésére irányuló munkálatokban; mint a fővárosi közoktatási bizottság tagja élénk részt vett a főváros tanügyének emelésében; a magyar tanférfiak egyesületének, mely megalakulását 1862. augusztus 14-én nagyrészt az ő buzgóságának köszönheti, első elnöke, az Országos Középiskolai Tanáregyesületnek tiszteletbeli tagja és az országos gyorsírói vizsgáló bizottság elnöke volt.
Érdemeiért az uralkodó 1882-ben a királyi tanácsosi címmel tüntette ki. Még a volt helytartótanács idejében (1861) megbízták a budapesti tankerület vezetésével, helyettes főigazgatói minőségben, mely állását a magyar minisztérium alatt is megtartotta; míg a középiskolai törvény létrejöttével az addig vezetése alatt állott tankerület kétfelé osztása után, 1884-ben a budapest-fővárosi tankerült főigazgatójává nevezték ki véglegesen. 1867-ben Eötvös József báró közoktatási miniszter Zürichbe küldte, hogy az ottani közoktatási állapotokat tanulmányozza. Érdemei utolsó elismeréseként 1891. március 31-én a közoktatásügyi miniszter a másodízben újjászervezett országos közoktatási tanács tagjává nevezte ki.

## Írásai
Cikkei a következő évkönyvekben és folyóiratokban: selmeci katolikus gimnázium Jahresberichtje, (1855. Die imaginären Zahlen, 1856. Die systematischen Polynome); Tanodai Lapok (1857. A külzeléki számítás alkalmazása a természettanra, 1858. A külzeléki számítás elemei); Magyarhoni Természetbarát (1858. A víz és levegő mint a természeti tünemények okozói); a pesti kath. nagy-gymn. Tudosítványa (1859. Die Principien der Differentialrechnung, 1876. Figyelmeztetés a szülőkhöz gyermekeik érdekében); Magyar Akadémiai Értesítő (1860. Mathem. oszt. Mennyiségtani elvek); Középiskolai Tanáregylet Közlönye (1867-68. Középtanodai tanügyünik 1874-75. ellenbirálat «A mathematikai oktatás, tekintettel az új tantervre» c. bírálatra; A mennyiségtan a poroszországi gymansiumokban, 1877-1878. Módszertani értekezletek, 1879-1880. Az érettségi vizsgálatok, 1880-1881. könyvism.); Közoktatás (1886. A latin nyelv tanításához. A latin nyelv kérdése gymnasiumainkban.)

## Művei
- Elemi számtan. Pest, 1845. Két rész (4. jav. és bőv. kiadás. A számtan elemei cz. Buda, 1849)
- Természettan alaprajza. Az ifjuság használatára. Pest, 1848. egy tábl. (2. jav. és bőv. kiadás. Uo. 1853. Hét alaktáblával., 3. k. 1862., 4. k. 1866., 6. k. 1870. Uo.)
- A mennyiségtan elemei. Buda, 1849 (I. rész. Számtan. 1864. Négy füzetben 1870. Pest, 3. kiadás 1875., 4. k. 1876., 8. k. 1884., 12. k. 1891., 13. k. 1893., 14. k. 1894)
- A magyar nyelvtan elemei. Az új rendszer szerint. Pest, 1852 (2. kiadás. Uo. 1861)
- A tiszta mennyiségtan elemei. I. rész. Számtan. Uo. 1853-54, két rész (2. jav. kiadás. Uo. 1860. 5. k. 1865., 6. k. 1868)
- A természetes és háromszögtani számok arányszámai a szegvények és érintők táblái. Uo. 1860 (3. kiadás 1862)
- A természetes számok tizenegy számjegyű arányszámai Uo. 1861
- Mennyiségtan a középtanodák felsőbb osztályai számára. Uo. 1861
- A magyarországi kath. gymnasiumok jövendő szervezésére vonatkozó javaslat. Uo. 1862
- Mennyiségtan a középtanodák felsőbb osztályainak számára. Első rész. Számtan. II. Betűszámtan Uo. 1860-61 (2. bőv. kiadás 1864., 3. kiadás 1870. Uo. 4. k. 1876., 5. k. 1879., 6. k. 1882., 7. k. 1888., 8. k. 1890., 11. k. 1895. Budapest)
- A felsőbb mennyiségtan elemei. Pest, 1864
- Mennyiségtan a középtanodák felsőbb osztályainak számára. Második rész. Mértan, I. Siktan. Szögmértan. Pest, 1865 (2. bőv. kiadás.) II. Tértan. Gömbháromszögtan. A betűszámtan alkalmazása a mértanra. Elemző mértan a síkban. Uo. 1865 (2. kiadás. Mértan 3. kiadás. 1875., 4. k. 1881-82., 6. k. 1888., 10. k. 1891)
- Öt számjegyű sorszámi és szögmértani táblák. Pest, 1866 (2. kiadás, 3. k. 1870. Pest, 4. bőv. k. 1874., 5. k. 1878., 6. k. 1881. 7. k. 1886., 8. k. 1889., 14. k. 1898. Bpest)
- Középtanodai tanügyeink. Felolvastatott a budai tanári egylet 1866. máj. 19. közgyűlésén. Kézirat gyanánt. Pest
- Az általános természettani földrajz alapvonalai. Uo. 1870 (2. jav. kiadás, a szöveg közé nyomott ábrákkal)
- Az egyszerű és kettős könyvvitel elemei. A népiskolák számára. Uo. 1871 (Ism. Néptanítók Lapja 547. l.)
- Számtani példatár, a népiskolák használatára. Uo. 1870-73, öt füzet (4. átdolg. kiadás. 1879., 6. k. 1894. Ism. Néptanítók Lapja 1879. 500. l.)
- Módszeres vezérkönyv a népiskola mennyiségtanához. Uo. 1871-73. Négy füzet (2. átdolg. kiadás. 1878. 5. k. 1884. Ism. Néptanítók Lapja 1879. 500. l.)
- Méter-mérték ismertetése és az új mértékkel való számolási mód. Tanodai és magánhasználatra. Bpest, 1874 (5. kiadás, Uo. 1875. Németül Uo. 1875)
- Közönséges számtan. Az új tanterv szerint a középtanodák használatára. Uo. 1875 (3. kiadás 4. k. 1876., 5. k. három füzetben 1877., 6. k. 1878., 7. k. 1882. Uo.)
- Mértan. Egyenes vonalu síktan, kör- és síkháromszögtan. Uo. 1875 (3. kiadás, 4. kiadás négy füzetben 1882)
- Közönséges számtan cz. munkájának példatárában előforduló feladatok megfejtésének végeredményei. Uo. 1887

Főszerkesztője volt a Közoktatás c. lapnak 1882-ben Budapesten.